# Ctenotus septenarius
Ctenotus septenarius este o specie de șopârle din genul Ctenotus, familia Scincidae, descrisă de King, Horner și Fyfe 1988. Conform Catalogue of Life specia Ctenotus septenarius nu are subspecii cunoscute.